# 田畑站
田畑站（日语：／ Tabata eki */?）是位於日本長野縣上伊那郡南箕輪村田畑的東海旅客鐵道（JR東海）飯田線車站。

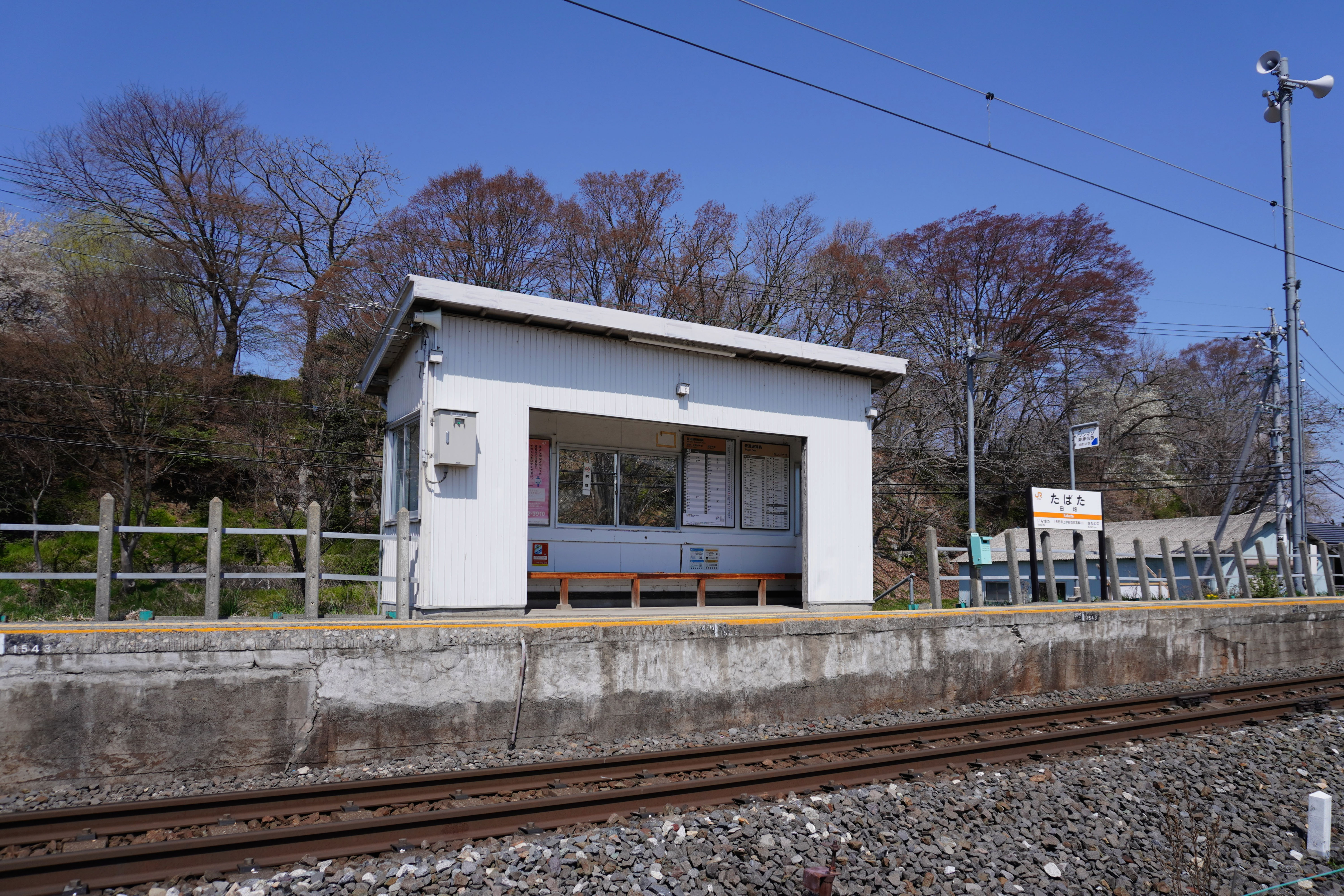
候車室(2023年4月)

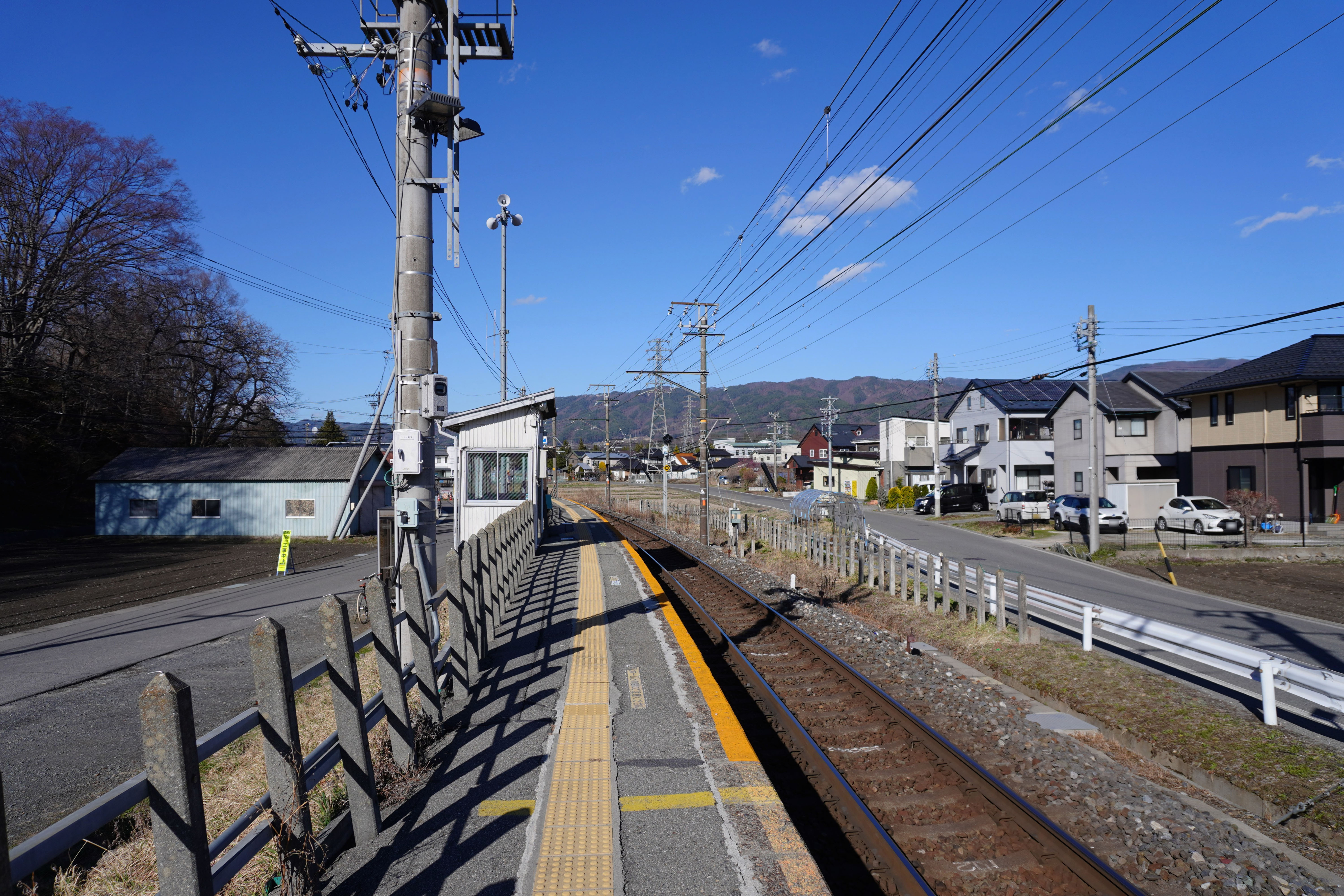
月台(2023年3月)

## 車站構造
- 單式月台1面1線，不可以列車交會
- 地上車站
- 由伊那市站管理的無人站
- 設有候車室。
- 月台空隙較闊。
- 月台與縣道489號平排。

## 車站周邊
車站很接返民居。
- 天龍川
- 縣道489號

## 历史
- 1911年（明治44年）11月3日 - 伊那電車軌道（1919年改名為伊那電氣鐵道）御園（已停用）至木之下之間延伸開業，新設田畑停車站。
- 1923年（大正12年）3月16日 - 軌道線修改路線，田畑停車站暫停使用。
- 1923年（大正12年）12月1日 - 田畑停車站重新啟用。
- 1943年（昭和18年）8月1日 - 伊那電氣鐵道線國有化，成為國鐵飯田線車站，並升級為田畑站。東海道本線濱松站至名古屋站、飯田線各站、中央本線上諏訪站至鹽尻站及松本站出發的旅客可以使用此車站。
- 1954年（昭和29年）12月1日 - 東京都區内各站與長野站出發的旅客可以使用此車站。
- 1959年（昭和34年）10月1日 - 車站平假名改為「たばたえき」。
- 1970年（昭和45年）4月1日 - 成為無人站，旅客出發到著站之制限取消。
- 1987年（昭和62年）4月1日 - 因國鐵分割民營化，本站成為東海旅客鐵道的車站，變成無人站。

## 相鄰車站
東海旅客鐵道
 飯田線
■快速（只限下行的「水篶」停靠）、■普通
伊那北－田畑－北殿